# Режинци
Режинци е село в Западна България. То се намира в община Кюстендил, област Кюстендил.

## География
Село Режинци се намира северозападно от Кюстендил по поречието на река Ломничка по склоновете на Чудинска планина, на юг и югозапад от височина Двата дъба (1099,6 м). Само мах. Кози дол е разположена в поречието на река Драговищица, на северозапад от вис. Двата дъба. На около 1 км югозападно от селото е връх Чудинска чука с височина 1170,2 м. През землището на селото минава черен път от с. Долно Уйно до с. Ломница, като разстоянието до двете села е по около 3,5 км. Към май 2018 г. се поддържа само пътят до с. Ломница.
Селото е разпръснат тип с четири махали – Горна махала с н.в. 1040 м, Долна махала – 940 м, Средна (или Онамнята) махала – 960 м и махала Кози дол с н.в. 800 м. Разстоянието между Долна и Горна махала е около 400 м, а между тия двете и Средната (Онамнята) – около 700 м. Най-отдалечена е Кози дол – на около 1,300 км от Горна махала. Селото отстои на 24 км от гр. Кюстендил през с. Ломница.
Най-близката река Ломничка е на 300 – 500 м с много стръмни брегове. През територията на селото има две маловодни дерета, които често през лятото пресъхват. Използват се за водопой на добитъка и за напояване на малките зеленчукови градинки в близост до тях. За целта се използват „пийове“, т.е. изкуствено направени вирове по пътя на вадата с малко бентче и възможност за изпускане на събралата се вода. Това се прави с цел да се осигури достатъчно количество и дебит на водата за поливане.
Климат: планински, умерен, преходно-континентален.
През годините селото принадлежи към следните административно-териториални единици: Община Ломница (1949 – 1958), община Драговищица (1958 – 1961), община Долно Уйно (1961 – 1978), община Драговищица (1978 – 1987) и Община Кюстендил (от 1987 г.). 

## Население
След 1956 г. миграционните процеси се усилват и към май 2018 г. в Режинци живеят две възрастни жени. Броят на населението по години е бил както следва:
| Година    | 1880 | 1900 | 1926 | 1934 | 1946 | 1956 | 1965 | 1975 | 1984 | 2010 |
| Население | 109  | 158  | 187  | 205  | 194  | 134  | 80   | 22   | 10   | 4    |

## История
Няма запазени писмени данни за времето на възникване на селото. В турски данъчни регистри от 1576 г. е записано като Ержан. Преди около 20 години преди освобождението на България от турско робство село Режинци е било махала от село Ломница, но по това време се е отделило в самостоятелно селище. Не е известно кога се е основала тази някогашна махала на с. Ломница, нито кои са и кога са дошли първите ѝ заселници. При събирането на материали за книгата си „Сборник за народни умотворения и народопис – Каменица“, изд. 1935 г., Йордан Захариев разговарял с двама възрастни мъже – дядо Иван (85 годишен) от махала Кози дол и дядо Андон от Долната махала. Разговорът се е провел вероятно около 1930 г. Двамата казали, че преди около 150 години селото е било разположено при днешните гробища, но било изгорено от турците и по-голяма част от жителите му изклани. Оцелели само три семейства – дядо Атанасови, дядо Станоеви и дядо Гергинови, които след като се крили известно време в горите на Кози дол се върнали, но се заселили на други места: дядо Атанас основал днешната Горна махала, дядо Станой – Средната и дядо Гергин – Долната. Изгарянето на селото се дължало на следното: турски стражари-потераджии преследвали хайдутите Гурбан войвода, Иван войвода и Олтоман войвода. Минавайки през Режинци отседнали в една къща, където много яли и пили. Тръгнали си и при преминаване на „Големи дол“ един от тях паднал и се убил на място. Другарите му, също много пияни, продължили, но изгубили пушките си. За да се оправдаят пред началството, набедили селяните, че са ги нападнали и убили един от тях, а те едвам са се спасили. Затова селото било унищожено.
Махала Кози дол е основана от братята Иван, Богослов и Младен Никови от Олтоманци (махала на с. Горно Уйно). Малко преди освобождението те били потърсени от турската власт да отидат да карат с колите си храна и боеприпаси за войската. Те избягали в гората в Кози дол, където направили землянки и живели няколко години. След освобождението се оженили и останали за постоянно в Кози дол. Впоследствие Богослов се изселил с шестте си деца в Осман пазар (дн. Омуртаг), Младен с единия си син отишъл в София, а другият му син се установил в Кюстендил, а Иван останал в селото.
В края на XIX век селото имало 8347 декара землище, от които 7350 дка гори, 997 дка ниви и др. и се отглеждали 18 коня, 37 говеда, 143 овце и 203 кози. Основен поминък на селяните са били земеделието (ръж, ечемик и овес), животновъдството и домашните занаяти.
Името на селото произлиза от хубавата ръж, която се раждала, а според други – като духа вятърът „из доло ръжи“. В националния регистър на населените места до 8 януари 1966 г. е записвано като Режанци, а оттогава – Режинци.
През годините селото е принадлежало към следните териториални единици: община Ломница (1949 – 1958), община Драговищица (1958 – 1961), община Долно Уйно (1961 – 1978), община Драговищица (1978 – 1987) и община Кюстендил (от 1987 г.).
Населението е християнско с източноправославно вероизповедание. През 1926 г. по инициатива на баба Йорданка от мах. Кози дол е построена църквата „Мала Богородица“ в местността „Чурица“. Там се е провеждал събор с курбан. Малък дървен параклис е имало в местн. „Илинден“ близо до училището и в местността „Кръстато дърво".
Училището в Режинци първоначално е било в къщата на Гиго Тасков. Ползвани са две стаи и е плащан наем 600 лв. годишно. Училищното настоятелство с председател Васил Иванов на 06.12.1930 г. взема решение да се построи училище в местността „Гноѝшки“. То е завършено през 1933 г. Учители са били Стоичко Д. Райков и Васил Ангелов Янев. На 09.06.1960 г. училището е закрито поради недостатъчен брой ученици.
На 06.04.1956 г. е образувано ТКЗС (Трудово кооперативно земеделско стопанство) с председател Е.Манов. През 1958 г. ТКЗС „Прогрес“ – с. Режинци се обединява с ТКЗС „Дружба“ – с. Ломница. От 1979 г. стопанството преминава към АПК (Аграрно-промишлен комплекс) „Драговищица“. През 1991 г. със закон се прекратява съществуването на ТКЗС, като за целта се създават ликвидационни съвети.
Селото е електрифицирано през 1969 г. и водоснабдено. Дотогава вода се е вземала от кладенци и от чешми с резервоари.
Смесен магазин е построен в Горната махала около две години след образуването на ТКЗС.

## Религии
Село Режинци принадлежи в църковно-административно отношение към Софийска епархия, архиерейско наместничество Кюстендил. Населението изповядва източното православие.

## Исторически, културни и природни забележителности
- Църква „Света богородица“ (1926).
- Вековен дъб в местността „Кръстато дърво“.

## Личности
- Никола Тасков (1917 – 1987) – АБПФК, партизанин, генерал-майор в българската армия.